# Diocesi di Fengxiang
La diocesi di Fengxiang (in latino: Dioecesis Fomsiamensis) è una sede della Chiesa cattolica in Cina suffraganea dell'arcidiocesi di Xi'an. Nel 1950 contava 8.504 battezzati su 1.000.000 di abitanti. La sede è vacante.

## Territorio
La diocesi comprende parte della provincia cinese di Shaanxi.
Sede vescovile è la città di Fengxiang, dove si trova la cattedrale di San Giuseppe.

## Storia
La prefettura apostolica di Fengxiangfu fu eretta il 15 novembre 1932 con il breve Ex Apostolico munere di papa Pio XI, ricavandone il territorio dal vicariato apostolico di Xi'anfu (oggi arcidiocesi di Xi'an).
Il 9 giugno 1942 la prefettura apostolica fu elevata a di vicariato apostolico con la bolla Constanti Evangelii di papa Pio XII.
L'11 aprile 1946 il vicariato apostolico è stato elevato a diocesi con la bolla Quotidie Nos dello stesso papa Pio XII.
Dopo la presa del potere da parte del governo comunista, il vescovo Zhou Weidao ha passato buona parte della sua vita all'interno di istituti di correzione; è stato liberato nel 1979. Il suo successore, Luca Li Jingfeng, nonostante il controllo governativo a cui era sottoposto e benché non appartenesse all'Associazione patriottica cattolica cinese, poté aprire nel 1997 un seminario minore. Di fatto ha governato la diocesi come unico vescovo del territorio, riconosciuto sia dalla Santa Sede sia dal governo cinese.
Luca Li Jingfeng è stato uno dei quattro vescovi cinesi che papa Benedetto XVI ha invitato a partecipare al Sinodo dei vescovi dell'ottobre 2005; in quell'occasione però non ottenne dal governo le necessarie autorizzazione per recarsi a Roma.
Il 18 maggio 2011 lo stesso Li Jingfeng, affiancato dal vescovo coadiutore emerito Peter Zhang Zhiyong, ha presieduto alle votazioni popolari per l'elezione del candidato a succedergli nell'episcopato, Peter Li Huiyuan, secondo le formalità previste dall'Associazione patriottica cattolica cinese. Consacrato clandestinamente il 13 febbraio 2014 come vescovo coadiutore, dopo aver ottenuto l'assenso dalla Santa Sede, è succeduto a Li Jingfeng alla sua morte nel 2017. Dopo aver presentato una richiesta di riconoscimento alle autorità politiche cinesi, secondo le indicazioni dell'accordo tra Santa Sede e governo della repubblica popolare del 22 settembre 2018 e gli Orientamenti pastorali sulla registrazione civile del clero in Cina, il 22 giugno 2020 ha potuto celebrare in una messa il suo riconoscimento pubblico come vescovo della diocesi.

## Cronotassi dei vescovi
Si omettono i periodi di sede vacante non superiori ai 2 anni o non storicamente accertati.
- Filippo Silvestro Uamtaonan (Wang Tao-nan), O.F.M. † (26 ottobre 1933 - 4 ottobre 1949 deceduto)
- Antonio Chow Wei-tao (Zhou Weidao), O.F.M. † (31 maggio 1950 - 20 febbraio 1983 deceduto)
  - Sede vacante
  - Lucas Li Jingfeng † (14 febbraio 1983 - 17 novembre 2017 deceduto)
  - Peter Li Huiyuan, succeduto il 17 novembre 2017

## Statistiche
La diocesi nel 1950 su una popolazione di 1.000.000 di persone contava 8.504 battezzati, corrispondenti allo 0,9% del totale.
| anno | popolazione | popolazione | popolazione | presbiteri | presbiteri | presbiteri | presbiteri                | diaconi | religiosi | religiosi | parrocchie |
| anno | battezzati  | totale      | %           | numero     | secolari   | regolari   | battezzati per presbitero | diaconi | uomini    | donne     | parrocchie |
| ---- | ----------- | ----------- | ----------- | ---------- | ---------- | ---------- | ------------------------- | ------- | --------- | --------- | ---------- |
| 1950 | 8.504       | 1.000.000   | 0,9         | 30         | 8          | 22         | 283                       |         |           | 8         | 16         |

Secondo alcune fonti statistiche, riportate dall'Agenzia Fides (referenti all'anno 2010), la diocesi di Fengxiang è suddivisa in 7 decanati e 28 parrocchie, conta 19.876 fedeli, 38 sacerdoti (di cui 18 religiosi) e 63 religiose che appartengono a 3 congregazioni femminili.